# (516) Амхерстия
(516) Амхерстия (лат. Amherstia) — астероид главного пояса, который принадлежит к металлическому спектральному классу M. Он был открыт 20 сентября 1903 года американским астрономом Раймондом Дуганом в обсерватории Хайдельберг и назван в честь Амхерстского колледжа, в котором учился первооткрыватель.

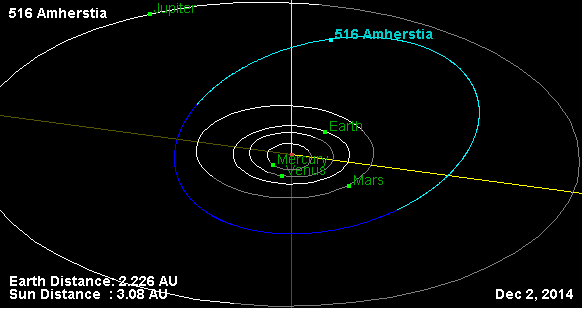
Орбита астероида Амхерстия и его положение в Солнечной системе

Фотометрические наблюдения, проведённые в 1989 году астрономами из обсерватории Коллурания, позволили получить кривые блеска этого тела, из которых следовало, что период вращения астероида вокруг своей оси равняется 7,49 часам, с изменением блеска по мере вращения 0,25 ± 0,01 m.